# 예천 석문종택
예천 석문종택(醴泉 石門宗宅)은 대한민국 경상북도 예천군 도장면 지보리에 있는 조선시대의 건축물이다. 2005년 9월 20일 경상북도의 문화재자료 제492호로 지정되었다.

## 개요
이 가옥은 1609년(광해군 1)에 석문 정영방이 건축한 건물로서, 一자형 초가 대문채 뒤편에 ㄇ형 와가 몸채가 튼口자형을 이루고 있으며, 몸채는 안채와 사랑채가 90°각으로 돌아 앉아 내외공간이 좌우로 구분되어 있다. 이와 같은 배치 및 평면구성은 19세기 후반 이후의 주택에서 주로 볼 수 있는 유형으로 전통한옥의 변천과정을 이해하는데 중요한 자료이다.

## 같이 보기
- 정영방

## 참고 자료
- 예천 석문종택 - 국가유산청 국가유산포털